# Erik (worstelaar)
Raymond Rowe Sr. (Cleveland (Ohio), 21 augustus 1984), beter bekend als Erik, is een Amerikaans professioneel worstelaar die sinds 2018 actief is in de World Wrestling Entertainment. Erik staat samen met zijn tag team partner Ivar (voorheen bekend als Hanson) bekend als het team The Viking Raiders. Het team is een voormalige NXT Tag Team Champion en Raw Tag Team Champion.
Erik heeft, voor zijn bij WWE, gewerkt voor Ring of Honor (ROH) en New Japan Pro Wrestling (NJPW). Hij is een voormalige ROH World Tag Team Champion en 2-voudig IWGP Tag Team Champion met Hanson. Tevens is Erik een voormalige WWE 24/7 Champion.

## Privé
Rowe, samen met zijn teamgenoot Todd Smith, zijn aanhangers van de straight edge levensstijl.

## Prestaties
- Anarchy Championship Wrestling
  - Anarchy Unified Heavyweight Championship (1 keer)[6]
  - World Hardcore Championship (1 keer)
- Absolute Intense Wrestling
  - AIW Absolute Championship (1 keer)[6]
  - J.T. Lightning Tournament (2015)[7]
  - Gauntlet for the Gold (2006 - AIW Absolute Championship)[8]
- Brew City Wrestling
  - BCW Tag Team Championship (1 keer) – met Hanson[6]
- Cleveland All-Pro Wrestling
  - CAPW Heavyweight Championship (1 keer)[6]
  - CAPW Tag Team Championship (1 keer) – met Jason Bane[6]
- Firestorm Pro Wrestling
  - Firestorm Pro Heavyweight Championship (1 keer)[6]
- International Wrestling Cartel
  - IWC World Heavyweight Championship (1 keer)[6]
  - IWC Tag Team Championship (1 keer) – met J-Rocc[6]
- New Japan Pro-Wrestling
  - IWGP Tag Team Championship (2 keer) – met Hanson[6]
- NWA Branded Outlaw Wrestling
  - NWA BOW Heavyweight Championship (1 keer)[6]
  - NWA BOW Outlaw Championship (1 keer)[6]
- NWA Lone Star
  - NWA Lone Star Junior Heavyweight Championship (1 keer)[6]
  - NWA Lone Star Tag Team Championship (1 keer) – met Jax Dane[6]
- NWA Wrestling Revolution
  - NWA Grand Warrior Championship (2 keer)[6]
- Pro Wrestling Illustrated
  - Gerangschikt op nummer 97 van de 500 best singles worstelaars in de PWI 500 in 2016[9]
- Real Action Wrestling
  - Real Action Wrestling Championship (1 keer)[6]
- Ring of Honor
  - ROH World Tag Team Championship (1 keer) – met Hanson
- River City Wrestling
  - RCW Championship (1 keer)[6]
- VIP Wrestling
  - VIP Heavyweight Championship (2 keer)[6]
  - VIP Tag Team Championship (1 keer) – met Hanson[6]
- What Culture Pro Wrestling
  - WCPW Tag Team Championship (1 keer) – met Hanson[6]
- WWE
  - WWE 24/7 Championship (1 keer)[6]
  - NXT Tag Team Championship (1 keer) – met Hanson[6]
  - WWE Raw Tag Team Championship (1 keer) – met Ivar[6]